# Caloptilia sebastianiella
Caloptilia sebastianiella är en fjärilsart som först beskrevs av August Busck 1900.  Caloptilia sebastianiella ingår i släktet Caloptilia och familjen styltmalar. Inga underarter finns listade i Catalogue of Life.